# فرانز بوب
فرانز بوب (بالألمانية: Franz Bopp )‏ (و. 1791 – 1867 م) هو لغوي، وتربوي، وأستاذ جامعي، وفقيه لغوي من مملكة بروسيا، ولد في ماينتس، وكان عضوًا في الأكاديمية البروسية للعلوم، وأكاديمية النقوش والرسائل الجميلة، والأكاديمية الروسية للعلوم، والأكاديمية البافارية للعلوم والعلوم الإنسانية، والأكاديمية الأمريكية للفنون والعلوم، والأكاديمية الهنغارية للعلوم، والأكاديمية الملكية الهولندية للفنون والعلوم، توفي في برلين، عن عمر يناهز 76 عاماً.

## جوائز
حصل على جوائز منها:
- جائزة فولني (1866)
- النيشان البافاري الماكسيميلياني للعلوم والفن (1865)
- وسام الاستحقاق للفنون والعلوم.

## روابط خارجية
- فرانز بوب على موقع الموسوعة البريطانية (الإنجليزية)
- فرانز بوب على موقع إن إن دي بي (الإنجليزية)